# Saison 2023-2024 de l'USM Alger
Maillots
Chronologie
Saison précédente Saison suivante
La saison 2023-2024 de l'USM Alger est la 46e saison du club en première division algérienne. Le club s'engage en Ligue 1 et Coupe d'Algérie et Coupe de la confédération et en Supercoupe de la CAF.

## Résumé de la saison
Cette saison est la toute première fois depuis 2010-2011 sans Mohamed Lamine Zemmamouche, qui a annoncé sa retraite après avoir remporté la finale de la Coupe de la Confédération de la CAF, quittant ainsi l'USM Alger après 18 ans de carrière, étant le joueur le plus capé de l'histoire du club avec 405 matches et ayant remporté 10 trophées au total depuis ses débuts,. Le 18 juin 2023, l'USM Alger qui était équipé par Kappa depuis 2020, a signé avec une autre firme italienne il s'agit de Macron. La direction du club a signé un contrat de trois ans avec son nouvel équipementier, ce qui devrait lui offrir une meilleure dotation matérielle et financière. Le même jour, l'USM Alger vient de signer un accord avec l'Espérance de Bab El Oued, équipe féminine de deuxième division, pour porter les couleurs rouge et noir cette saison. Être dans l'obligation d'avoir une équipe féminine pour pouvoir s'inscrire en compétition africaine cette saison avec la dernière date limite le 20 juin. L'accord renouvelable court pour un an du 1er juillet 2023 au 30 juin 2024.
Le 16 juillet 2023, le Président Directeur Général du «Groupe SERPORT» Abdelkarim Harkati, et le Président du Conseil d'Administration de la Société USM Alger Sid Ahmed Arab, ont tenu une réunion de préparation aux défis qui attendent le club localement et continuellement. S'assurer que toutes les capacités financières sont assurées et étudier le dossier de recrutement et de démobilisation. Au cours de la réunion, le poste de directeur général de l'entreprise sportive a été supprimé et le poste de directeur sportif a été créé. Par conséquent, Arab a nommé Taoufik Korichi comme nouveau directeur sportif et a nommé l'ancien directeur général Reda Abdouche comme conseiller du président,. Le même jour, Abdelhak Benchikha a déclaré qu'il était resté au club et qu'il avait commencé à recruter et qu'il y avait des joueurs qui étaient d'accord avec eux pour signer et d'autres qui ont renouvelé leur contrat, ainsi que l'accord sur le lieu d'entraînement et le moment où il commencerait,.
L'USM Alger réalisera le stage d'intersaison, en Tunisie, plus précisément dans la ville de Tabarka. C'est dans cette optique que les Rouge et Noir débuteront leur rassemblement le 17 août, qui durera jusqu'au 2 septembre. Le premier match amical a eu lieu contre le CA bizertin, où l'équipe est entrée dans chaque mi-temps avec une composition différente, et le match s'est terminé par une belle victoire de l'USMA avec cinq buts marqués par Fettouhi à deux reprises, Benzaza, Ait El Hadj et Merili. Le 26 août, la Confédération africaine de football (CAF) a communiqué la date du déroulement de la finale de la Super Coupe de la CAF contre Al Ahly, champion de la Ligue des Champions de la CAF. Ce match aura lieu le 15 septembre au King Fahd Sports City de Taif, en Arabie saoudite. Le 7 août 2023, le club sportif amateur (CSA) a déposé un avis de dépôt d'une nouvelle marque auprès de l'Institut national algérien de la propriété industrielle (INAPI) pour changer le logo du club et supprimer le symbole de la ville d'Alger du logo. Conformément à la décision rendue par le tribunal, Saïd Allik président du CSA, a porté plainte contre la société sportive par actions (SSPA) pour utilisation d'un « faux » logo pour l'USM Alger. Le jour même de la présentation du nouveau maillot de la saison 2023-2024 sans le nouveau logo, les hommes d'Benchikha portent désormais des tenues de la marque italienne Macron,.
Le 17 novembre, la Confédération africaine de football a finalisé la liste des nommés pour les CAF Awards 2023. Pour le titre de meilleur entraîneur, Abdelhak Benchikha vainqueur de la Coupe de la confédération et de la Supercoupe de la CAF est nommé. Le défenseur Zineddine Belaïd et l'attaquant Aymen Mahious concourront pour le titre de meilleur joueur africain dans les compétitions de clubs (CAF CL et CAF CC). L'USM Alger, détenteur de la Coupe de la confédération et de la Supercoupe de la CAF, est nommé pour le titre de meilleur club d'Afrique, aux côtés d'Al Ahly SC, du Wydad AC, Mamelodi Sundowns et Young Africans. Le 21 novembre, Mohamed-Karim Eddine Harkati, PDG du Groupe SERPORT, a convoqué les principaux dirigeants de l'USM Alger pour évoquer la situation compliquée dans laquelle se trouve l'équipe et chercher les solutions à mettre en place. Les Rouge et Noir viennent d'essuyer deux défaites consécutives en Ligue 1. Des contre-performances qui contrastent fortement avec les récents succès du club sur la scène continentale. Harkati a demandé un rétablissement rapide et a réitéré sa confiance dans l'équipe dirigeante. Le 30 novembre, la CAF a annoncé le lancement officiel de l'Association des Clubs Africains, l'USM Alger sera l'un des clubs membres de cette association aux côtés de trois autres clubs algériens. Les objectifs de l'ACA sont notamment de protéger et de promouvoir les intérêts des clubs de football africains ; assurer leur viabilité commerciale et leur compétitivité mondiale ; développer les jeunes talents et les académies ; et établir des partenariats avec des sponsors, le secteur privé et les gouvernements pour améliorer les infrastructures et les installations du football à travers le continent,.
Le 2 janvier 2024, Après concertation entre ses différents membres, l'USM Alger a annoncé avoir mis fin aux fonctions du directeur sportif du club Taoufik Korichi avec effet immédiat sans préciser les raisons de cette décision Cependant, deux jours plus tard, l'actionnaire majoritaire de SSPA/USMA Groupe SERPORT a procédé à des changements à la tête de la direction du club et lors de la réunion du conseil d'administration tenue, il a été décidé de nommer Kamel Hassina nouveau président du conseil d'administration à la place de Sid Ahmed Arab. Par ailleurs, Abdelmadjid Rezkane est le nouveau PDG de la SSPA/USMA, tandis que Farid Sefar, conseiller de l'ancien président du CA, a été démis de ses fonctions. Immédiatement après, Korichi a repris son poste de directeur sportif sur décision de Harkati,.

### La crise du RS Berkane
Lors de la campagne pour défendre le titre de la Coupe de la confédération, l'USMA a affronté en demi-finale le club marocain RS Berkane. Trois jours avant le match, RS Berkane s'est rendu en Algérie. En raison de l'ambiguïté concernant les maillots de match qui montrent la carte du Maroc, y compris le Sahara occidental. L'Algérie a d'ailleurs rompu ses relations diplomatiques avec son voisin marocain à cause de ce dossier, les douanes algériennes ont demandé à voir ces maillots et n'ont pas permis à la délégation de les prendre,. Le jour du match RS Berkane a refusé de jouer le match sans son maillot. Le 24 avril 2024, Il a été annoncé que le comité d'organisation de la compétition avait sanctionner l'USM Alger par forfait en lui imputant une défaite 3-0 pour le match aller,.
Malgré la crise persistante due au match aller, l'USM Alger s'est rendue au Maroc le 26 avril. Lors de la réunion technique de veille de match RS Berkane a-t-elle indiqué qu'elle a prévu d'arborer le jeu de maillot floqué de la carte du Maroc avec le Sahara Occidental. L'USM Alger a refusé de jouer le match et les officiels ont attendu un quart d'heure avant de se rendre compte qu'une des deux équipes n'était pas sortie des vestiaires,. Le 2 mai, La CAF a désigné le RS Berkane comme finaliste de la Coupe de la confédération et déclare transmettre le dossier à la commission de discipline pour d'éventuelles autres sanctions envers la FAF,.
Le 2 mai, le Tribunal arbitral du sport il a annoncé avoir rejeté la requête en référé de suspendre la décision du jury d'appel de la CAF qui validait l'utilisation du maillot du RS Berkane, en l'absence de réponse de la part de la Confédération africaine de football. Cependant le dossier reste ouvert sur le fond et le tribunal est en train de recueillir les élements de chaque partie,. Le 10 mai, le tribunal de Lausanne a une nouvelle fois rejeté une demande de l'USM Alger visant à suspendre la finale de la Coupe de la Coupe de la confédération, en attendant la conclusion de la procédure d'arbitrage avec la CAF dans l'affaire RS Berkane,.

## Transferts

### Transferts estivaux
| Date         | Nom                        | Poste     | Transfert         | Provenance/Destination | Source |
| ------------ | -------------------------- | --------- | ----------------- | ---------------------- | ------ |
| Arrivées     |                            |           |                   |                        |        |
| 16 juillet   | Abderrahmane Bacha         | Attaquant | Retour de prêt    | USM Khenchela          |        |
| 1er août     | Kamel Soufi                | Gardien   | Transfert gratuit | MC Oran                | ,.     |
| 1er août     | Nour El Islam Fettouhi     | Attaquant | Transfert gratuit | ASO Chlef              | ,      |
| 1er août     | Juba Chirani               | Défenseur | Transfert gratuit | Olympique Akbou        | ,      |
| 1er août     | Oussama Barkat             | Défenseur | Transfert gratuit | MO Constantine         | ,      |
| 1er août     | Hocine Dehiri              | Défenseur | Prêt pour un an   | Paradou AC             | ,      |
| 1er août     | Kheireddine Toual          | Milieu    | Transfert gratuit | RC Arbaâ               | ,      |
| 1er août     | Omar Embarek               | Milieu    | Transfert gratuit | MC El Bayadh           | ,      |
| 1er août     | Sékou Konaté               | Milieu    | Transfert gratuit | Stade malien           | ,      |
| 1er août     | Mohamed Amine Bouziane     | Attaquant | Transfert gratuit | US Monastir            | ,      |
| 2 août       | Nabil Lamara               | Défenseur | Transfert gratuit | Club africain          | .      |
| 17 août      | Abdoulaye Kanou            | Attaquant | Transfert gratuit | Djoliba AC             | .      |
| 20 août      | Abdelmoumen Sifour         | Gardien   | Transfert gratuit | RC Arbaâ               | .      |
| Départs      |                            |           |                   |                        |        |
| 1er juillet  | Mohamed Lamine Zemmamouche | Gardien   | Transfert gratuit | ES Ben Aknoun          | [ 5 ]  |
| 16 juillet   | Abdelkrim Zouari           | Milieu    | Transfert gratuit | Agent libre            |        |
| 20 juillet   | Messala Merbah             | Milieu    | Transfert gratuit | CS Constantine         |        |
| 28 juillet   | Houari Baouche             | Défenseur | Transfert gratuit | CS Constantine         |        |
| 6 août       | Abderrahmane Meziane       | Attaquant | Transfert gratuit | CR Belouizdad          | .      |
| 9 août       | Aymen Mahious              | Attaquant | Transfert gratuit | Yverdon Sport          | .      |
| 10 août      | Zakaria Alharaish          | Milieu    | Transfert gratuit | Asswehly               | .      |
| 16 août      | Haithem Loucif             | Défenseur | Transfert gratuit | Yverdon Sport          | .      |
| 16 août      | Imad Benchlef              | Gardien   | Transfert gratuit | ES Sétif               | .      |
| 17 août      | Khalil Darfalou            | Attaquant | Transfert gratuit | US Biskra              |        |
| 23 août      | Abderraouf Othmani         | Attaquant | Prêt pour un an   | CA bizertin            |        |
| 6 septembre  | Ibrahim Bekakchi           | Défenseur | Transfert gratuit | US Souf                |        |
| 10 septembre | Abdelkader Belharrane      | Défenseur | Transfert gratuit | MC Oran                |        |

### Transferts hivernaux
| Date       | Nom                    | Poste     | Transfert                         | Provenance/Destination | Source |
| ---------- | ---------------------- | --------- | --------------------------------- | ---------------------- | ------ |
| Arrivées   |                        |           |                                   |                        |        |
| 25 janvier | Adel Belkacem Bouzida  | Attaquant | Prêt pour un an                   | Paradou AC             | .      |
| 29 janvier | Oussama Bellatreche    | Attaquant | Non dévoilé                       | JS Saoura              | .      |
| 31 janvier | Salim Boukhanchouche   | Milieu    | Transfert gratuit                 | JS Kabylie             | .      |
| 31 janvier | Leonel Ateba           | Attaquant | Deux cent cinquante mille euros   | Dynamo Douala          | .      |
| Départs    |                        |           |                                   |                        |        |
| 9 janvier  | Tumisang Orebonye      | Attaquant | Deux cent mille euros             | FAR Rabat              | ,.     |
| 24 janvier | Abdesslem Bouchouareb  | Attaquant | Transfert gratuit                 | ES Sétif               | .      |
| 29 janvier | Nour El Islam Fettouhi | Milieu    | Transfert gratuit                 | JS Saoura              | .      |
| 29 janvier | Taher Benkhelifa       | Milieu    | Transfert gratuit                 | ES Sétif               | [ 55 ] |
| 5 février  | Kheireddine Toual      | Milieu    | Prêt pour six mois                | ES Ben Aknoun          | .      |
| 20 février | Sid Ahmed Aissaoui     | Défenseur | Deux cent cinquante mille dollars | CSKA Moscou            | ,.     |

## Compétitions
| Championnat d'Algérie     | Coupe d'Algérie                                           | Coupe de la confédération                            | Supercoupe de la CAF                |
| ------------------------- | --------------------------------------------------------- | ---------------------------------------------------- | ----------------------------------- |
| Quatrième place 49 points | Demi-finales éliminé contre le CR Belouizdad 0-0 (1-3tab) | Demi-finales éliminé contre le RS Berkane (0-3, 0-3) | Vainqueur face à l'Al Ahly SC (0-1) |
| 15 V 4 N 11 D             | 4 V 1 N 0 D                                               | 5 V 3 N 4 D                                          | 1 V 0 N 0 D                         |
| TOTAL : 25 V 8 N 13 D     |                                                           |                                                      |                                     |

### Championnat

#### Journées 1 à 5
Le 9 octobre 2023, Abdelhak Benchikha a présenté sa démission de ses fonctions, selon la page officielle sur Facebook. La raison en est qu'il a fait l'objet d'insultes à l'entrée du Stade Omar-Hamadi. Plus tard, par vidéo, Benchikha a nié cela et a déclaré qu'il avait démissionné pour des raisons sportives et professionnelles. Sid Ahmed Arab a déclaré son rejet de sa démission et malgré le déménagement du PDG du Groupe SERPORT à son domicile, Benchikha a insisté sur sa décision. Le 14 octobre, l'USMA a remporté sa première victoire en Ligue 1 face à l'USM Khenchela sous la houlette de l'entraîneur adjoint Farid Zemiti, sur le score de trois buts à zéro. Le 17 octobre, l'entraîneur espagnol Juan Carlos Garrido a été nommé nouvel entraîneur pour une saison, La direction usmiste a jeté son dévolu sur Garrido pour son expérience et son vécu notamment en Afrique du Nord.
Le 19 octobre 2023, la Fédération algérienne de football (FAF) a annoncé qu'elle suspendait tous les événements footballistiques « jusqu'à nouvel ordre » en solidarité avec le peuple palestinien. La suspension a été annoncée au lendemain d'une frappe contre un hôpital de Gaza, qui bombarde sans relâche la bande de Gaza depuis le début de la guerre déclenchée le 7 octobre par l'attaque sanglante. du mouvement islamiste palestinien sur son sol,. Le 2 novembre, la FAF a annoncé la reprise des compétitions après plus de trois semaines de suspension en solidarité avec le peuple palestinien. Où jouerez-vous a huis clos. Lors du derby contre le CR Belouizdad, l'USMA a remporté une victoire passionnante à la dernière minute. Le Chabab a ouvert le score grâce à Leonel Wamba et deux minutes plus tard, l'USMA a égalisé le score grâce à Abdoulaye Kanou après une passe de Akram Djahnit. Sur le second but le marquage était absent car il n’y avait personne sur le second ballon et cela a profité à Brahim Benzaza qui a pu contrôler, armer et envoyer un missile que Raïs M'Bolhi n’a pas pu stopper.

#### Journées 6 à 10
Le match contre MC Oran qui a connu son 83e acte a souri aux gars de Soustara. Après une première mi-temps qui s'est terminée sur le score de 0-0, Garrido a apporté des changements pour changer l'issue du match. Le remplaçant Brahim Benzaza a marqué le premier but à la 62ème minute et Hocine Dehiri a marqué d'un beau tir du pied gauche à la 78ème minute. El Ittihad a ainsi remporté la troisième victoire consécutive. Vainqueurs de l'ES Ben Aknoun, les usmistes montent sur le podium pour la première fois cette saison en Ligue 1. les gars de Soustara entreront vite dans le vif du sujet. Sur un coup franc bien botté exécuté par Benzaza, Bacha d’une jolie tête débloque la situation à la 47e minute, L'USM Alger vient d'enchainer une cinquième victoire consécutive encore une fois grâce à Belkacemi auteur de son quatrième but de la saison à la 89e minute, pour une victoire 2-1,. Les Rouge et Noir sont tombés de haut. Après une série impressionnante de six victoires de suite, ils se sont inclinés face au CS Constantine devant leur public, dans un match en retard et le dernier de la face aller. En seconde période l'équipe visiteuse a pris l'avantage grâce au but de Abdennour Belhocini à la 60e minute, après quoi à la 80e minute, Brahim Dib a marqué le deuxième but sur pénalty et dans les dernières minutes, Khaled Bousseliou a marqué le seul but de l'USM Alger.

#### Journées 11 à 15
En préparation du Derby algérois, 60 000 billets ont été mis en vente et leur vente s'est terminée en 19 heures, après quoi la Fédération algérienne de football a décidé de suspendre toutes les activités footballistiques prévues week-end à travers tout le territoire national en raison de l'accident mortel de la circulation survenu au club du MC El Bayadh. À la suite de l'arrêt de la compétition le calendrier de la Ligue 1 a été légèrement modifié, le Derby algérois qui aura finalement lieu le 29 décembre à 18h00. Le 5 janvier 2024, Malgré les nombreuses absences l'USM Alger est parvenue une victoire de l’extérieur après une attente de 16 mois, contre l'ASO Chlef grâce à un but d'Islam Merili sur coup franc direct. Le 19 janvier l'USM Alger a signé un contrat avec le Préparateur physique Alberto Sanchez Lopez. le technicien espagnol qui vient de débarquer, avant le week-end, chez les Rouge et Noir afin d’accompagner l’équipe dans son déplacement à Oued Souf, pour les besoins de la rencontre face à l’US Souf, pour le compte de la 14e journée du championnat.

#### Journées 16 à 20
Lors du premier match de la phase retour l'USMA a subi une défaite humiliante contre le Paradou AC par cinq buts à un, la plus importante depuis plus de vingt ans. Paradou AC a terminé la première mi-temps avec deux buts d'avance. En début de seconde période, l’USMA continue de présenter un jeu brouillon et sans âme, concédant trois autres buts et un seul but pour les usmistes, marqué par Abderrahmane Bacha sur un effort individuel. Une défaite humiliante face à des jeunes joueurs du PAC, dont la moyenne d’âge ne dépasse pas 22 ans,. En allant affronter l’USM Khenchela en déplacement l’USMA a concédé une nouvelle défaite. Après la défaite humiliante face au PAC, l’USMA enchaine une autre contre-performance, au grand désarroi des supporters.
Le 15 mars, après trois défaites consécutives dans la Ligue 1, l'USM Alger a remporté la victoire lors du 100ème derby face au CR Belouizdad grâce à un seul but inscrit par Bacha. Le 19 mars, l'USM Alger remporte le match en retard face à l'ES Sétif grâce à deux buts inscrits par Bacha à la 34ème minute après une passe de Leonel Ateba. En seconde période, bénéficiant d'une belle passe en profondeur de Bacha, Abdoulaye Kanou a ajouté le deuxième but, victoire importante pour l’USMA car elle lui permet de faire un autre bond au tableau, en se hissant provisoirement à la quatrième place. Lors d'un match mise à jour de la 19ème journée contre la JS Kabylie, qui s'est joué au Stade Nelson-Mandela, il s'est soldé par un match nul 2-2. Ismaïl Belkacemi a ouvert le score à la 18ème minute, mais la joie de l'équipe n'a pas duré longtemps, puisque Kouceila Boualia a égalisé le score deux minutes plus tard. Belkacemi a récidivé à la 41e minute de jeu pour marquer le doublé, et malgré l'expulsion de Souyad, la JS Kabylie a réussi à égaliser à la 73e minute grâce à Maâmeri sur penalty.

#### Journées 21 à 25
Au 21ème journée, l'USM Alger a reçu l'équipe de l'US Biskra dans un match difficile et a attendu les dernières minutes pour marquer le but de la victoire grâce au remplaçant Belkacemi. L'équipe a ainsi remporté la troisième victoire consécutive, lui permettant de rester dans la course pour la deuxième place. Le match a vu le retour de Brahim Benzaza après deux mois d'absence pour cause de blessure. Après la deuxième défaite consécutive face au MC Oran, l'USM Alger risque de repartir bredouille en cette fin de saison. L'équipe a connu une série de contre-performances qui reflètent un malaise au sein du groupe. A cet effet, Juan Carlos Garrido est critiqué pour ses choix tactiques, où il chamboule son onze pratiquement dans chaque match, et de nombreux cas d'indiscipline ont été enregistrés, dus aux joueurs contestant les choix de leur entraîneur.
Lors du match de la 23e journée face à ES Ben Aknoun, l'USMA a subi une nouvelle défaite et le match a été marqué par une performance terne de l'USMA, où Billel Dziri a donné une grande leçon de tactique à son homologue espagnol Garrido. Dans un développement passionnant au sein de l'USM Alger, Garrido a soumis un rapport à la direction contenant une plainte contre les joueurs Belaïd et Merili. Cette action intervient après que le duo a quitté le Stade du 20-Août-1955 avant la fin du match après avoir été remplacé,. Le match en retard de la 24e journée contre le CS Constantine s'est soldé par un score nul de 1-1 mais de graves échauffourées ont eu lieu en fin de match. Dans sa lutte pour une place dans la compétition continentale et malgré la longue amitié entre les deux clubs, le CSC a ouvert le score à la 56ème minute grâce à Miloud Rebiaï et dix minutes plus tard, l'action dans les tribunes a commencé avec des jets de sièges. L'USMA égalisera le score dans les arrêts de jeu grâce à Sékou Konaté. Un envahissement de terrain à eu lieu en fin de match et des incidents et des affrontements ont eu lieu entre les supporters du CSC et la police,.

#### Journées 26 à 30
Lors de la 26ème journée face au MC Alger, l'USM Alger s'est incliné d'un seul but dans un match décisif pour l'obtention du titre de champion pour le Mouloudia. Les joueurs de l’USMA ont, certes, pris d’assaut le camp mouloudéen, mais leur mauvaise coordination et surtout leur jeu décousu ne leur ont pas permis de niveler la marque. L’USM Alger n’a pas raté l’occasion de jouer à Alger, à l’occasion de la réception de l’ASO Chlef, pour renouer avec la victoire. Elle se hisse provisoirement vers la 4e place et se relance pour la course vers la deuxième place. Bien qu'il ait terminé la mi-temps tardivement avec un but, l'USMA a réussi à revenir en deuxième mi-temps et a marqué les buts vainqueurs grâce à Belkacemi et Kanou.
Dans un communique, la LFP informe que le Comité d'Urgence de la FAF a décidé d'imposer le huis clos lors des deux prochaines journées et une interdiction de déplacement de supporters lors de la 30ème journée de Ligue 1, en réponse au malheureux incidents entre supporters qui ont eu lieu au Stade Chahid-Hamlaoui lors de la rencontre CSC contre l'USMA.

#### Classement
| Rang | Équipe          | Pts | J  | G  | N | P  | Bp | Bc | Diff | Qualification ou relégation                                   |
| ---- | --------------- | --- | -- | -- | - | -- | -- | -- | ---- | ------------------------------------------------------------- |
| 2    | CS Constantine  | 53  | 29 | 15 | 8 | 6  | 45 | 28 | +17  | Qualification pour la Ligue des champions de la CAF 2024–2025 |
| 3    | CR Belouizdad T | 50  | 29 | 14 | 8 | 7  | 35 | 19 | +16  | Qualification pour la Coupe de la confédération 2024–2025     |
| 4    | USM Alger (Q)   | 46  | 29 | 14 | 4 | 11 | 37 | 30 | +7   | Qualification pour la Coupe de la confédération 2024–2025     |
| 5    | ES Sétif        | 45  | 29 | 13 | 6 | 10 | 35 | 36 | −1   |                                                               |
| 6    | JS Saoura       | 40  | 29 | 11 | 7 | 11 | 33 | 35 | −2   |                                                               |

#### Évolution du classement et des résultats
| Rang     | 13 | 7 | 9 | 13 | 12 | 13 | 11 | 7 | 10 | 11 | 13 | 9 | 7 | 5 | 4 | 6 | 6 | 5 | 5 | 4 | 4 | 4 | 6 | 5 | 5 | 5 | 4 | 4 | 4 | 4 | 0 |   |   |
| Résultat | D  | G | D | D  | G  | D  | G  | G | D  | N  | N  | G | G | G | G | D | D | G | N | G | G | D | D | N | G | D | G | D | D | G | — | — | — |

### Coupe d’Algérie
Lors des trente-deuxième de finale de la Coupe d'Algérie, la logique a été respectée lors d'un match face à l'US Boukhadra, et en effet l'équipe de Sustara s'est imposée facilement sur le score sans appel de 5 buts à 2. Après quelques tentatives, les efforts des Usmistes seront enfin récompensés à la 40e minute. Abdoulaye Kanou débloque la situation et ouvre le score. Trois minutes plus tard le même joueur doublait la mise, en seconde période les défenseurs Bounacer, Bouchina et Barkat ont marqué le reste des buts. Les Rouge et Noir n’ont donc pas laissé place à une surprise et remportant ainsi le ticket de qualification
Le 8 mars, l'USMA a remporté une large victoire face au MB Rouissat avec huit buts inscrits chacun par Akram Djahnit un triplé et un doublé de Oussama Bellatreche et Leonel Ateba et un but par le capitaine Belaïd, une victoire historique pour les Usmistes qui a battu son record du plus gros score en Coupe d'Algérie. Le 12 avril, l'USM Alger s'est qualifiée pour les quarts de finale pour la première fois depuis plus de dix ans après une belle victoire avec sept buts contre RC Bougaa, inscrits par Belaïd, Bellatreche, Djahnit et les remplaçants Kanou et Belkacemi avec un doublé.
Quatre jours plus tard, l'USM Alger se déplace à Annaba pour affronter l'US Biskra, et après une première mi-temps difficile qui s'est terminée sur le score de 1-1, El Ittihad a dominé la deuxième mi-temps et a réussi à marquer deux buts grâce à Belaïd et Belkacemi. Le match s'est terminé sur le score de 3-1 et s'est qualifié pour les demi-finales. Contre le CR Belouizdad et première rencontre dans cette compétition depuis vingt ans, l'USM Alger a été contraint de disputer le match entre les demi-finales de la Coupe de la confédération, et USMA a réalisé une mauvaise prestation, le match a donc abouti aux tirs au but et a été battu. les trois premiers tireurs Belaïd, Radouani et Djahnit ont raté leurs penalties, alors qu'Alilet a été le seul à réussir le sien,.

### Supercoupe de la CAF
| Finale                                       | Al Ahly SC                 | 0 - 1   | USM Alger                                                                                   | King Fahd Sports City, Taëf                                                                        | |
| 15 septembre 2023 21h00 UTC+3 (heure locale) | Kahraba 26e · Mohsen 90+4e | (0 - 1) | Fettouhi 38e · Belaïd 43e (pen.) · Embarek 70e · Lamara 90+2e · Alilet 90+6e · Benbot 90+9e | Diffuseur : beIN Sports Arbitrage : Pierre Atcho. Arbitres assistants : Boris Ditsougo, Karin Fomo | Diffuseur : beIN Sports Arbitrage : Pierre Atcho. Arbitres assistants : Boris Ditsougo, Karin Fomo |
| 15 septembre 2023 21h00 UTC+3 (heure locale) | Rapport                    |         |                                                                                             | Diffuseur : beIN Sports Arbitrage : Pierre Atcho. Arbitres assistants : Boris Ditsougo, Karin Fomo | Diffuseur : beIN Sports Arbitrage : Pierre Atcho. Arbitres assistants : Boris Ditsougo, Karin Fomo |

### Coupe de la confédération

#### Parcours en Coupe de la confédération

##### Tours de qualification
Le tirage au sort des tours de qualification a eu lieu le 25 juillet 2023, à 11h00 GMT (14h00 heure locale, UTC+3), au siège de la CAF au Caire, en Égypte. Lors des tours de qualification, chaque match nul se jouera sur une base aller-retour. Si le score global est à égalité après le match retour, la règle des buts à l'extérieur a été appliquée, et si l'égalité persiste, la prolongation ne sera pas jouée et les tirs au but seront utilisés pour déterminer le vainqueur (Règlements III. 13 & 14).

##### Phase de groupe
Le tirage au sort de la phase de groupes a eu lieu le 6 octobre 2023, à 12h00 GMT (14h00 heure locale, UTC+2), à Johannesburg, en Afrique du Sud. Les 16 vainqueurs du deuxième tour des tours de qualification ont été répartis en quatre groupes de quatre. Les équipes ont été classées en fonction de leurs performances dans les compétitions de la CAF au cours des cinq saisons précédentes (points de classement sur 5 ans de la CAF indiqués à côté de chaque équipe). Chaque groupe contient une équipe du Pot 1 et du Pot 2, et deux équipes du Pot 3, et chaque équipe a été attribuée aux positions de son groupe en fonction de son pot.
| Rang | Équipe               | Pts | J | G | N | P | Bp | Bc | Diff |  | Résultats (▼ dom., ► ext.) |     |     |     |     |
| ---- | -------------------- | --- | - | - | - | - | -- | -- | ---- |  | -------------------------- | --- | --- | --- | --- |
| 1    | USM Alger            | 13  | 6 | 4 | 1 | 1 | 8  | 3  | +5   |  | USM Alger                  |     | 1-0 | 2-0 | 2-1 |
| 2    | Modern Future FC     | 11  | 6 | 3 | 2 | 1 | 9  | 3  | +6   |  | Modern Future FC           | 0-0 |     | 5-0 | 1-0 |
| 3    | Al-Hilal Benghazi    | 6   | 6 | 2 | 0 | 4 | 6  | 13 | -7   |  | Al-Hilal Benghazi          | 2-1 | 1-2 |     | 2-1 |
| 4    | Supersport United FC | 4   | 6 | 1 | 1 | 4 | 5  | 9  | -4   |  | Supersport United FC       | 0-2 | 1-1 | 2-1 |     |

##### Phase finale
Chaque match nul de la phase à élimination directe se jouera sur deux matches, chaque équipe jouant un match à domicile. L'équipe qui marquera le plus de buts au total sur les deux matches passera au tour suivant. Si le score global est égal, la règle des buts à l'extérieur sera appliquée, c'est-à-dire que l'équipe qui marquera le plus de buts à l'extérieur au cours des deux matches avancera. Si les buts à l'extérieur sont également égaux, alors la prolongation ne sera pas jouée et les vainqueurs seront départagés par des tirs au but (Règlements III. 26 et 27).
Le tirage au sort des quarts de finale se déroule le 12 mars 2024, à 12h00 GMT (14h00 heure locale, UTC+2), au siège de la CAF, au Caire.
Le tirage au sort des quarts de finale, où l'USM Alger affrontait Rivers United du Nigeria, et le match aller s'est déroulé au mois de Ramadan, et l'équipe nigériane a déplacé l'heure du match à 14h00 heure locale. Malgré le jeûne et une humidité élevée, l'USM Alger s'est incliné d'un seul but. En dépit de cette défaite, les Rouge et Noir gardent intactes leurs chances de qualification. Une semaine plus tard, lors du match retour, l'USMA s'impose grâce à deux buts inscrits par Abdoulaye Kanou, assurant ainsi la qualification pour les demi-finales.
Le 21 avril 2024, le RS Berkane refuse de jouer le demi-finale de la coupe de la confédération contre l'USM Alger après avoir refusé de porter les maillots de rechange fournis par la Fédération algérienne de football proposés — avec selon Onze Mondial, « semble-t-il le soutien de la CAF » —, leurs maillots arborant une carte annexant le territoire disputé du Sahara occidental ayant été saisis le 19 avril par les douanes algériennes.

## Joueurs et encadrement technique

### Effectif professionnel actuel
Mise à jour:9 janvier 2024

## Statistiques

### Statistiques collectives
| Compétition               | Débute au tour | Termine         | Matches joués | Gagnés | Nuls | Perdus | Buts pour | Buts contre | Différence |
| ------------------------- | -------------- | --------------- | ------------- | ------ | ---- | ------ | --------- | ----------- | ---------- |
| Coupe d'Algérie           | 1/32 de finale | Demi-finales    | 5             | 4      | 1    | 0      | 23        | 3           | +20        |
| Ligue 1                   | -              | Quatrième place | 30            | 15     | 4    | 11     | 40        | 32          | +8         |
| Coupe de la confédération | Deuxième tour  | Demi-finales    | 10            | 5      | 3    | 2      | 11        | 5           | +6         |
| Supercoupe de la CAF      | Finale         | Vainqueur       | 1             | 1      | 0    | 0      | 1         | 0           | +1         |
| Total                     | -              | -               | 46            | 25     | 8    | 13     | 75        | 40          | +35        |

### Statistiques individuelles
(Mis à jour le 11 juin 2024)
| Numéro | Nat. | Nom            | Championnat | Championnat | Championnat | Championnat  | Coupe d’Algérie | Coupe d’Algérie | Coupe d’Algérie | Coupe d’Algérie | Coupe de la confédération | Coupe de la confédération | Coupe de la confédération | Coupe de la confédération | Supercoupe de la CAF | Supercoupe de la CAF | Supercoupe de la CAF | Supercoupe de la CAF | Total | Total       | Total  | Total        |
| Numéro | Nat. | Nom            | M.j.        | But inscrit | Averti      | Carton rouge | M.j.            | But inscrit     | Averti          | Carton rouge    | M.j.                      | But inscrit               | Averti                    | Carton rouge              | M.j.                 | But inscrit          | Averti               | Carton rouge         | M.j.  | But inscrit | Averti | Carton rouge |
| ------ | ---- | -------------- | ----------- | ----------- | ----------- | ------------ | --------------- | --------------- | --------------- | --------------- | ------------------------- | ------------------------- | ------------------------- | ------------------------- | -------------------- | -------------------- | -------------------- | -------------------- | ----- | ----------- | ------ | ------------ |
| 1      |      | Sifour         | 0           | 0           | 0           | 0            | 0               | 0               | 0               | 0               | 0                         | 0                         | 0                         | 0                         | 0                    | 0                    | 0                    | 0                    | 0     | 0           | 0      | 0            |
| 16     |      | Soufi          | 15          | -12         | 1           | 0            | 3               | -1              | 0               | 0               | 0                         | 0                         | 0                         | 0                         | 0                    | 0                    | 0                    | 0                    | 18    | -13         | 1      | 0            |
| 25     |      | Benbot         | 14          | -18         | 1           | 0            | 2               | -2              | 0               | 0               | 10                        | -5                        | 2                         | 0                         | 1                    | 0                    | 1                    | 0                    | 27    | -25         | 4      | 0            |
|        |      |                |             |             |             |              |                 |                 |                 |                 |                           |                           |                           |                           |                      |                      |                      |                      |       |             |        |              |
| 3      |      | Chirani        | 4           | 0           | 0           | 0            | 0               | 0               | 0               | 0               | 1                         | 0                         | 0                         | 0                         | 0                    | 0                    | 0                    | 0                    | 5     | 0           | 0      | 0            |
| 4      |      | Belaïd         | 18          | 0           | 3           | 0            | 4               | 3               | 1               | 0               | 9                         | 1                         | 2                         | 1                         | 1                    | 1                    | 0                    | 0                    | 32    | 5           | 6      | 1            |
| 5      |      | Bouchina       | 15          | 0           | 2           | 0            | 3               | 1               | 0               | 0               | 4                         | 0                         | 1                         | 0                         | 0                    | 0                    | 0                    | 0                    | 22    | 1           | 3      | 0            |
| 12     |      | Barkat         | 6           | 0           | 2           | 0            | 2               | 1               | 0               | 0               | 0                         | 0                         | 0                         | 0                         | 0                    | 0                    | 0                    | 0                    | 8     | 1           | 2      | 0            |
| 15     |      | Lamara         | 18          | 0           | 1           | 0            | 5               | 0               | 0               | 0               | 6                         | 0                         | 1                         | 0                         | 1                    | 0                    | 1                    | 0                    | 30    | 0           | 3      | 0            |
| 19     |      | Radouani       | 27          | 1           | 3           | 0            | 4               | 0               | 0               | 0               | 10                        | 1                         | 0                         | 0                         | 1                    | 0                    | 0                    | 0                    | 42    | 2           | 3      | 0            |
| 20     |      | Dehiri         | 26          | 1           | 4           | 0            | 3               | 0               | 0               | 0               | 8                         | 0                         | 1                         | 0                         | 0                    | 0                    | 0                    | 0                    | 37    | 1           | 5      | 0            |
| 21     |      | Alilet         | 14          | 0           | 4           | 0            | 2               | 0               | 0               | 1               | 7                         | 0                         | 2                         | 0                         | 1                    | 0                    | 1                    | 0                    | 24    | 0           | 7      | 1            |
| 76     |      | Atamnia        | 1           | 0           | 0           | 0            | 0               | 0               | 0               | 0               | 0                         | 0                         | 0                         | 0                         | 0                    | 0                    | 0                    | 0                    | 1     | 0           | 0      | 0            |
| 81     |      | Bounacer       | 19          | 0           | 7           | 1            | 3               | 1               | 0               | 0               | 6                         | 0                         | 1                         | 0                         | 0                    | 0                    | 0                    | 0                    | 28    | 1           | 8      | 1            |
|        |      |                |             |             |             |              |                 |                 |                 |                 |                           |                           |                           |                           |                      |                      |                      |                      |       |             |        |              |
| 6      |      | Chita          | 22          | 0           | 1           | 0            | 1               | 0               | 0               | 0               | 7                         | 1                         | 0                         | 0                         | 1                    | 0                    | 0                    | 0                    | 31    | 1           | 1      | 0            |
| 8      |      | Merili         | 22          | 2           | 2           | 0            | 1               | 0               | 0               | 0               | 9                         | 0                         | 3                         | 0                         | 1                    | 0                    | 0                    | 0                    | 33    | 2           | 5      | 0            |
| 10     |      | Konaté         | 7           | 1           | 0           | 0            | 1               | 0               | 0               | 0               | 6                         | 0                         | 0                         | 0                         | 1                    | 0                    | 0                    | 0                    | 15    | 1           | 0      | 0            |
| 13     |      | Embarek        | 17          | 0           | 7           | 0            | 1               | 0               | 0               | 0               | 6                         | 0                         | 2                         | 0                         | 1                    | 0                    | 1                    | 0                    | 25    | 0           | 10     | 0            |
| 14     |      | Benzaza        | 17          | 3           | 4           | 0            | 3               | 0               | 2               | 0               | 8                         | 1                         | 0                         | 0                         | 1                    | 0                    | 0                    | 0                    | 29    | 4           | 6      | 0            |
| 18     |      | Boukhanchouche | 11          | 0           | 3           | 1            | 4               | 0               | 2               | 0               | 2                         | 0                         | 1                         | 0                         | 0                    | 0                    | 0                    | 0                    | 17    | 0           | 6      | 1            |
| 22     |      | Toual          | 0           | 0           | 0           | 0            | 0               | 0               | 0               | 0               | 1                         | 0                         | 0                         | 0                         | 0                    | 0                    | 0                    | 0                    | 1     | 0           | 0      | 0            |
| 24     |      | Benkhelifa     | 4           | 0           | 0           | 0            | 0               | 0               | 0               | 0               | 5                         | 0                         | 1                         | 0                         | 1                    | 0                    | 0                    | 0                    | 10    | 0           | 1      | 0            |
| 26     |      | Djahnit        | 22          | 1           | 2           | 0            | 5               | 3               | 0               | 0               | 4                         | 0                         | 1                         | 0                         | 0                    | 0                    | 0                    | 0                    | 31    | 4           | 3      | 0            |
| 38     |      | Namani         | 11          | 0           | 0           | 0            | 4               | 0               | 0               | 0               | 0                         | 0                         | 0                         | 0                         | 0                    | 0                    | 0                    | 0                    | 15    | 0           | 0      | 0            |
| 72     |      | Ait El Hadj    | 11          | 1           | 0           | 0            | 0               | 0               | 0               | 0               | 5                         | 0                         | 0                         | 0                         | 0                    | 0                    | 0                    | 0                    | 16    | 1           | 0      | 0            |
|        |      |                |             |             |             |              |                 |                 |                 |                 |                           |                           |                           |                           |                      |                      |                      |                      |       |             |        |              |
| 2      |      | Bacha          | 20          | 4           | 2           | 0            | 5               | 1               | 0               | 0               | 4                         | 1                         | 0                         | 0                         | 0                    | 0                    | 0                    | 0                    | 29    | 6           | 2      | 0            |
| 7      |      | Belkacemi      | 25          | 13          | 3           | 0            | 2               | 3               | 0               | 0               | 8                         | 0                         | 0                         | 0                         | 1                    | 0                    | 0                    | 0                    | 36    | 16          | 3      | 0            |
| 9      |      | Kanou          | 24          | 5           | 6           | 0            | 5               | 4               | 0               | 0               | 10                        | 4                         | 1                         | 0                         | 1                    | 0                    | 0                    | 0                    | 40    | 13          | 7      | 0            |
| 11     |      | Bouziane       | 13          | 2           | 0           | 0            | 0               | 0               | 0               | 0               | 3                         | 0                         | 1                         | 0                         | 0                    | 0                    | 0                    | 0                    | 16    | 2           | 1      | 0            |
| 17     |      | Bellatreche    | 4           | 0           | 1           | 0            | 3               | 3               | 0               | 0               | 2                         | 0                         | 0                         | 0                         | 0                    | 0                    | 0                    | 0                    | 9     | 3           | 1      | 0            |
| 17     |      | Fettouhi       | 0           | 0           | 0           | 0            | 0               | 0               | 0               | 0               | 1                         | 0                         | 0                         | 0                         | 1                    | 0                    | 1                    | 0                    | 2     | 0           | 1      | 0            |
| 18     |      | Orebonye       | 5           | 0           | 1           | 0            | 0               | 0               | 0               | 0               | 6                         | 1                         | 1                         | 0                         | 1                    | 0                    | 0                    | 0                    | 12    | 1           | 2      | 0            |
| 23     |      | Bousseliou     | 11          | 1           | 0           | 0            | 2               | 0               | 0               | 0               | 5                         | 0                         | 2                         | 0                         | 1                    | 0                    | 0                    | 0                    | 19    | 1           | 2      | 0            |
| 24     |      | Ateba          | 11          | 0           | 0           | 0            | 4               | 2               | 0               | 0               | 4                         | 0                         | 0                         | 0                         | 0                    | 0                    | 0                    | 0                    | 19    | 2           | 0      | 0            |
| 27     |      | Bouzida        | 1           | 0           | 0           | 0            | 3               | 0               | 0               | 0               | 0                         | 0                         | 0                         | 0                         | 0                    | 0                    | 0                    | 0                    | 4     | 0           | 0      | 0            |
| 27     |      | Bouchouareb    | 0           | 0           | 0           | 0            | 0               | 0               | 0               | 0               | 0                         | 0                         | 0                         | 0                         | 0                    | 0                    | 0                    | 0                    | 0     | 0           | 0      | 0            |
| 31     |      | Benazouz       | 1           | 0           | 0           | 0            | 0               | 0               | 0               | 0               | 0                         | 0                         | 0                         | 0                         | 0                    | 0                    | 0                    | 0                    | 1     | 0           | 0      | 0            |
| 87     |      | Bouali         | 1           | 0           | 0           | 0            | 0               | 0               | 0               | 0               | 0                         | 0                         | 0                         | 0                         | 0                    | 0                    | 0                    | 0                    | 1     | 0           | 0      | 0            |

### Statistiques des buteurs
(Mis à jour le 11 juin 2024)
|        | Buteur                 | L1 | CA | CCC | SCC | Total | Min   | MJ |
| ------ | ---------------------- | -- | -- | --- | --- | ----- | ----- | -- |
| TOTAL1 | TOTAL1                 | 36 | 23 | 11  | 1   | 70    | 4 050 | 45 |
| 1      | Ismaïl Belkacemi       | 13 | 3  | 0   | 0   | 16    | -     | -  |
| 2      | Abdoulaye Kanou        | 5  | 4  | 4   | 0   | 13    | -     | -  |
| 3      | Abderrahmane Bacha     | 4  | 1  | 1   | 0   | 6     | -     | -  |
| 4      | Akram Djahnit          | 1  | 4  | 0   | 0   | 5     | -     | -  |
| 5      | Zineddine Belaïd       | 0  | 3  | 1   | 1   | 5     | -     | -  |
| 6      | Brahim Benzaza         | 3  | 0  | 1   | 0   | 4     | -     | -  |
| 7      | Islam Merili           | 2  | 0  | 1   | 0   | 3     | -     | -  |
| 8      | Oussama Bellatreche    | 0  | 3  | 0   | 0   | 3     | -     | -  |
| 9      | Saâdi Radouani         | 1  | 0  | 1   | 0   | 2     | -     | -  |
| 10     | Mohamed Amine Bouziane | 2  | 0  | 0   | 0   | 2     | -     | -  |
| 11     | Leonel Ateba           | 0  | 2  | 0   | 0   | 2     | -     | -  |
| 12     | Mohamed Ait El Hadj    | 1  | 0  | 0   | 0   | 1     | -     | -  |
| 13     | Tumisang Orebonye      | 0  | 0  | 1   | 0   | 1     | -     | -  |
| 14     | Hocine Dehiri          | 1  | 0  | 0   | 0   | 1     | -     | -  |
| 15     | Khaled Bousseliou      | 1  | 0  | 0   | 0   | 1     | -     | -  |
| 16     | Sékou Konaté           | 1  | 0  | 0   | 0   | 1     | -     | -  |
| 17     | Abdessamed Bounacer    | 0  | 1  | 0   | 0   | 1     | -     | -  |
| 18     | Mustapha Bouchina      | 0  | 1  | 0   | 0   | 1     | -     | -  |
| 19     | Oussama Barkat         | 0  | 1  | 0   | 0   | 1     | -     | -  |
| 20     | Oussama Chita          | 0  | 0  | 1   | 0   | 1     | -     | -  |

1. Total des buts dans le jeu, hors c-s-c.

### Statistiques des passeurs
(Mis à jour le 11 juin 2024)
|       | passeur             | L1 | CA | CCC | SCC | Total | MJ |
| ----- | ------------------- | -- | -- | --- | --- | ----- | -- |
| TOTAL | TOTAL               | 21 | 11 | 8   | 0   | 38    | 45 |
| 1     | Brahim Benzaza      | 6  | 0  | 2   | 0   | 8     |    |
| 2     | Leonel Ateba        | 2  | 2  | 3   | 0   | 7     |    |
| 3     | Akram Djahnit       | 1  | 4  | 0   | 0   | 5     |    |
| 4     | Abderrahmane Bacha  | 2  | 2  | 0   | 0   | 4     |    |
| 5     | Abdoulaye Kanou     | 0  | 3  | 1   | 0   | 4     |    |
| 6     | Abdelkrim Naamani   | 0  | 3  | 0   | 0   | 3     |    |
| 7     | Ismaïl Belkacemi    | 2  | 0  | 0   | 0   | 2     |    |
| 8     | Saâdi Radouani      | 2  | 0  | 0   | 0   | 2     |    |
| 9     | Hocine Dehiri       | 1  | 0  | 1   | 0   | 2     |    |
| 10    | Mohamed Ait El Hadj | 2  | 0  | 0   | 0   | 2     |    |
| 11    | Oussama Barkat      | 1  | 0  | 0   | 0   | 1     |    |
| 12    | Omar Embarek        | 1  | 0  | 0   | 0   | 1     |    |
| 13    | Mustapha Bouchina   | 1  | 0  | 0   | 0   | 1     |    |
| 14    | Adem Alilet         | 0  | 0  | 1   | 0   | 1     |    |
| 15    | Oussama Bellatreche | 0  | 0  | 1   | 0   | 1     |    |
| 16    | Khaled Bousseliou   | 0  | 1  | 0   | 0   | 1     |    |
| 17    | Nabil Lamara        | 0  | 0  | 1   | 0   | 1     |    |
| 18    | Abdessamed Bounacer | 1  | 0  | 0   | 0   | 1     |    |

### Joueurs en sélection nationale
Le 29 décembre 2023, Djamel Belmadi annonce la liste des 26 pour la CAN, dont deux joueurs de l'USM Alger Oussama Benbot et Zineddine Belaïd. C'est la première fois depuis la Coupe d'Afrique des Nations 2017 que des joueurs de l'équipe sont convoqués.